# Kjell-Olof Feldt

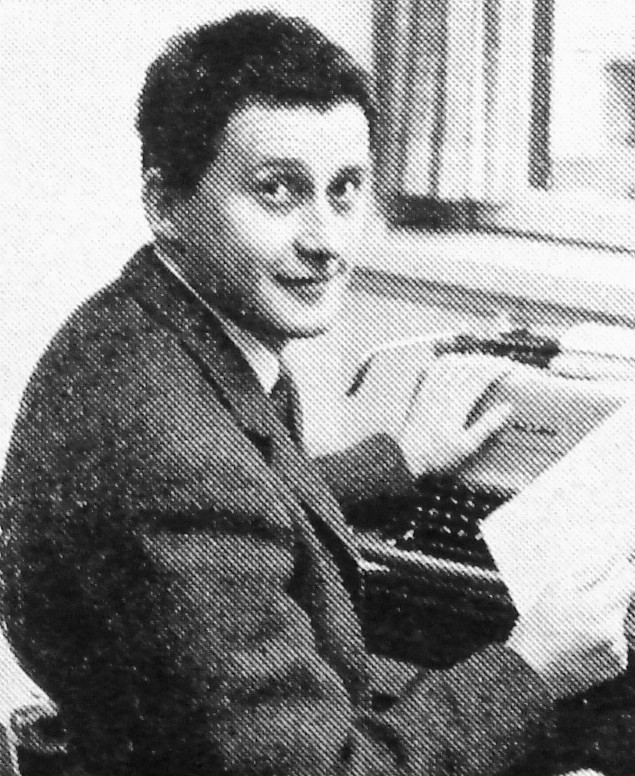
Kjell-Olof Feldt (vor 1964)

Kjell-Olof Feldt (* 18. August 1931 in Holmsund; † 8. Januar 2025) war ein schwedischer sozialdemokratischer Politiker. Von 1982 bis 1990 war er Finanzminister Schwedens. Feldt spielte an der Seite von Olof Palme und Ingvar Carlsson eine zentrale Rolle in der schwedischen Politik der 1980er. Unter Feldt gab es in der schwedischen sozialdemokratischen Wirtschaftspolitik starke Veränderungen. Die Wirtschaftspolitik Feldts wird mit dem Begriff des dritten Wegs verbunden.

## Biografie
Kjell-Olof Feldt wurde als Sohn von Alexander Feldt und Irma Jonsson geboren. Er studierte an der Universität Uppsala. Später war er Büroleiter im Finanzministerium, 1965 Budgetchef und 1967 Staatssekretär. Bereits hier war er mit Palme und dem früheren Finanzminister Gunnar Sträng verbunden. Am 9. Oktober 1970 wurde er in der Nachfolge von Gunnar Lange Handelsminister. 1970 heiratete er Freiin Birgitta von Otter.

## Handelsminister
Feldt war in der Regierung Palme I von 1970 bis 1975 Handelsminister, von 1975 bis 1976 stellvertretender Finanzminister. Feldt führte Schweden zum Handelsabkommen vom 10. November 1970 mit der Europäischen Gemeinschaft, in dem unter Wahrung der schwedischen Neutralität eine engere Bindung an die EG vereinbart wurde. Am 18. März 1971 trat Schweden von diesem Vertrag zurück, dennoch ging Schweden 1972 ein Freihandelsabkommen mit der EG ein. 
Ebenso wie der damalige Bildungsminister Ingvar Carlsson kritisierte Feldt Strängs Wirtschaftspolitik. Er schlug 1973 vor, dass die Arbeitgeberabgabe bei Betrieben mit weniger als 100 Angestellten entfallen sollte. Das wird u. a. als signifikant für den Generationswechsel in der sozialdemokratischen schwedischen Politik angesehen.

## In der Opposition
Nach der Reichstagswahl im September 1976 war Feldt nur noch Reichstagsabgeordneter. Er gehörte in dieser Zeit dem Finanzausschuss des schwedischen Reichstags an. Im April 1981 (damals war Thorbjörn Fälldin (Zentrumspartei) Ministerpräsident) verhandelte Feldt mit Abgeordneten der bürgerlichen Regierung Fälldin II um Aspekte in deren Wirtschaftspolitik. 

## Finanzminister
Nach der Reichstagswahl 1982 wurde Feldt Finanzminister in der Regierung Palme II. Nach der Ermordung von Olof Palme im Februar 1986 wurde Ingvar Carlsson Ministerpräsident; Feldt war in Kabinett Carlsson I (März 1986 bis Februar 1990) Finanzminister.